# فيلسكين
فيلسكين (بالإنجليزية: Felskinn)‏ هو أحد جبال سلسلة جبال الألب بينيني وجزء من القمة الأم يقع في كانتون فاليز، سويسرا. يبلغ ارتفاع الجبل حوالي 2989 متر، بينما يبلغ ارتفاع نتوء الجبل متر.